# Dinitrophényle

Le dinitrophénol, utilisé dans la préparation des vaccins.

Le dinitrophényle (abrégé en DNP) est un groupe fonctionnel dérivé du dinitrobenzène, contenant deux groupes fonctionnels nitro attachés à un cycle phényle.
En biochimie, c'est un haptène utilisé dans la préparation des vaccins,. Du 2,4-dinitrophénol est utilisé lors de la préparation, et sa réaction avec un transporteur donne le groupe dinitrophényle, qui ne provoque aucune réponse immunitaire par lui-même et ne se lie à aucun antigène.
En chimie analytique, le composé le plus courant avec ce groupe fonctionnel est la 2,4-dinitrophénylhydrazine (ou DNPH), qui est utilisée pour la caractérisation du groupe carbonyle présent dans les aldéhydes et cétones (c'est alors la partie hydrazine qui réagit, le groupe fonctionnel dinitrophényle empêchant que le deuxième azote ne réagisse lui aussi).

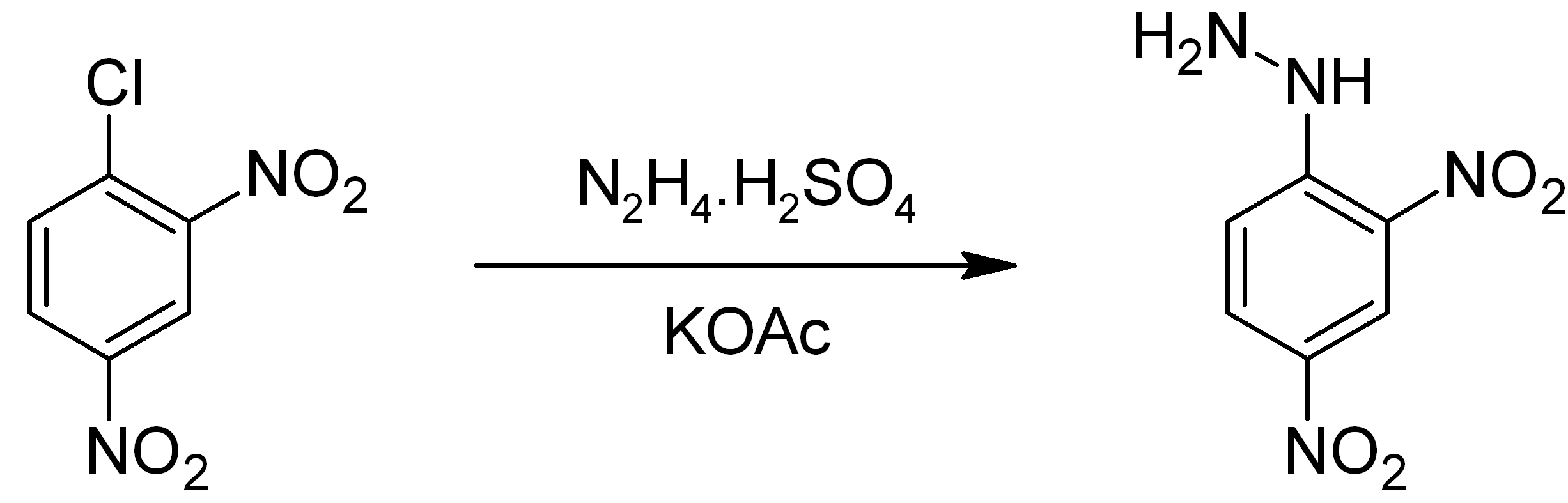
La DNPH est préparée par réaction du 1-chloro-2,4-dinitrobenzène avec l'hydrazine (N_{2}H_{4}), en présence d'acide sulfurique (H_{2}SO_{4}) et d'acétate de potassium (abrégé en KOAc).